# Neponsit

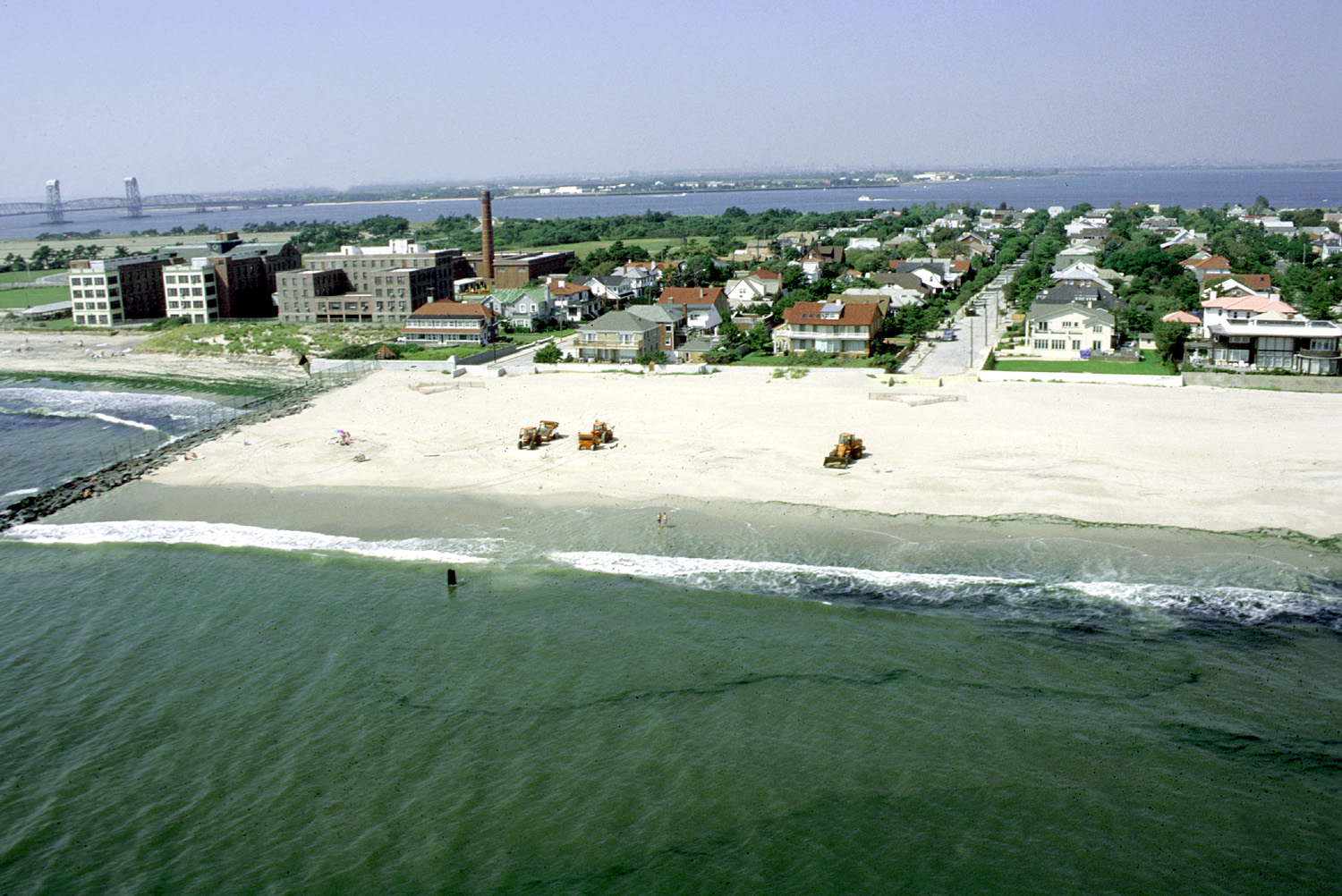
Luftaufnahme von Neponsit mit Strand im Jahr 1999.

Neponsit ist ein kleines Wohnviertel im Süden des Stadtbezirks (Borough) Queens auf der Halbinsel Rockaway Peninsula in New York City, Vereinigte Staaten. Das wohlhabende Viertel wird überwiegend von Weißen mit einem Bevölkerungsanteil von rund 90 % bewohnt. Neponsit hatte im Jahr 2020 laut US-Census 1390 Einwohner und gehört zum Queens Community District 14. Das Viertel liegt im 100. Bezirk des New Yorker Polizeidepartements und wird kommunalpolitisch durch den 32. Bezirk des New York City Council (Queens County) vertreten.

## Lage

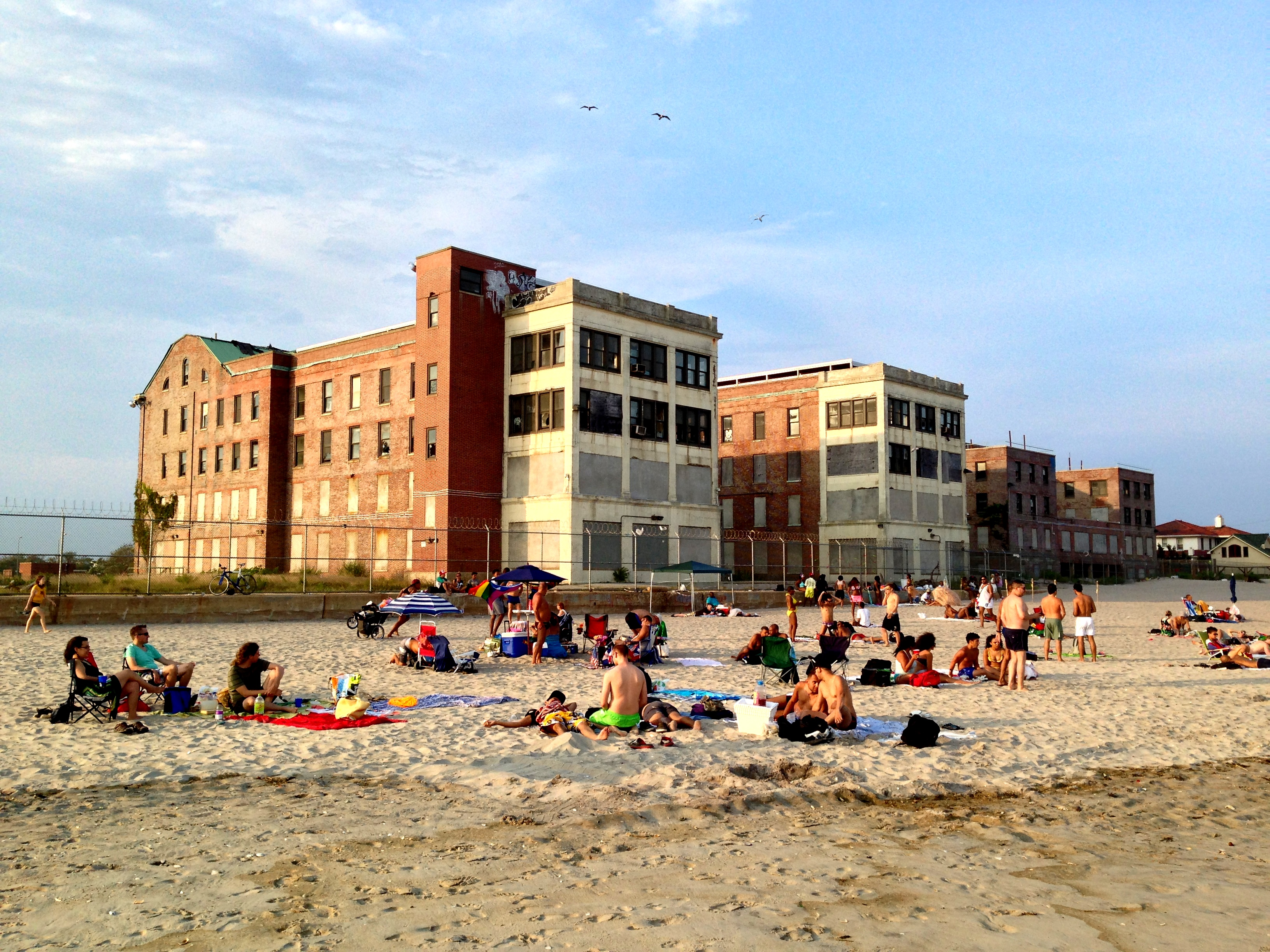
Menschen am Strand vor der Kulisse eines 2023/24 abgerissenen Tuberkulosekrankenhauses im Jacob Riis Park in der Gateway National Recreation Area (Aufnahme von 2013).

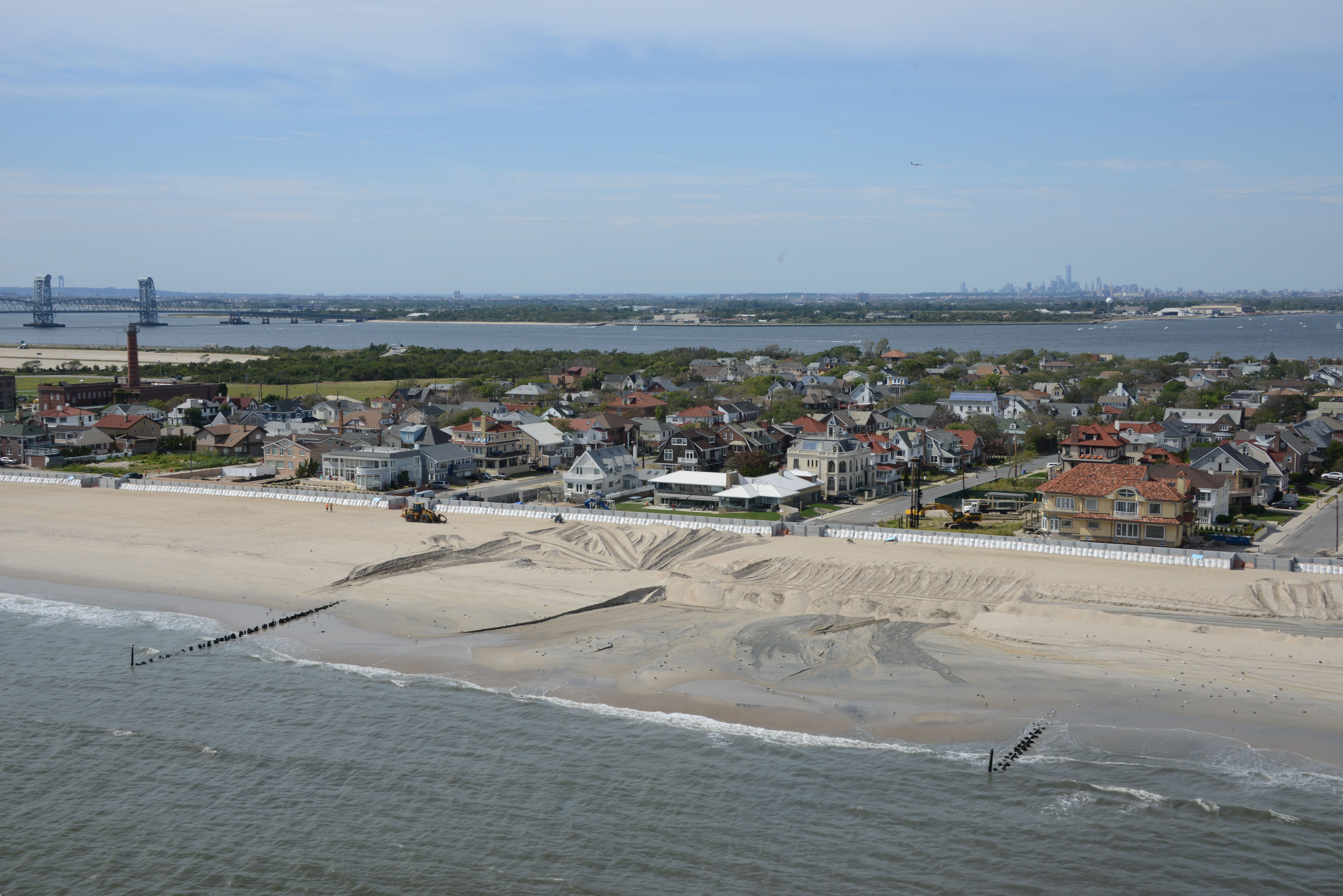
Neponsit mit Strand im Jahr 2013

Neponsit liegt im Westen von Rockaway, gelegen zwischen der Jamaica Bay im Norden und dem Atlantischen Ozean im Süden und erstreckt sich von der Beach 142nd Street im Osten bis zur Beach 149th Street im Westen. Es nimmt dabei eine Fläche von etwa 0,52 km² (52 ha) ein. Das Viertel grenzt im Osten an den Stadtteil Belle Harbor sowie im Westen an den Jacob Riis Park, der Teil der Gateway National Recreation Area ist.

## Geschichte

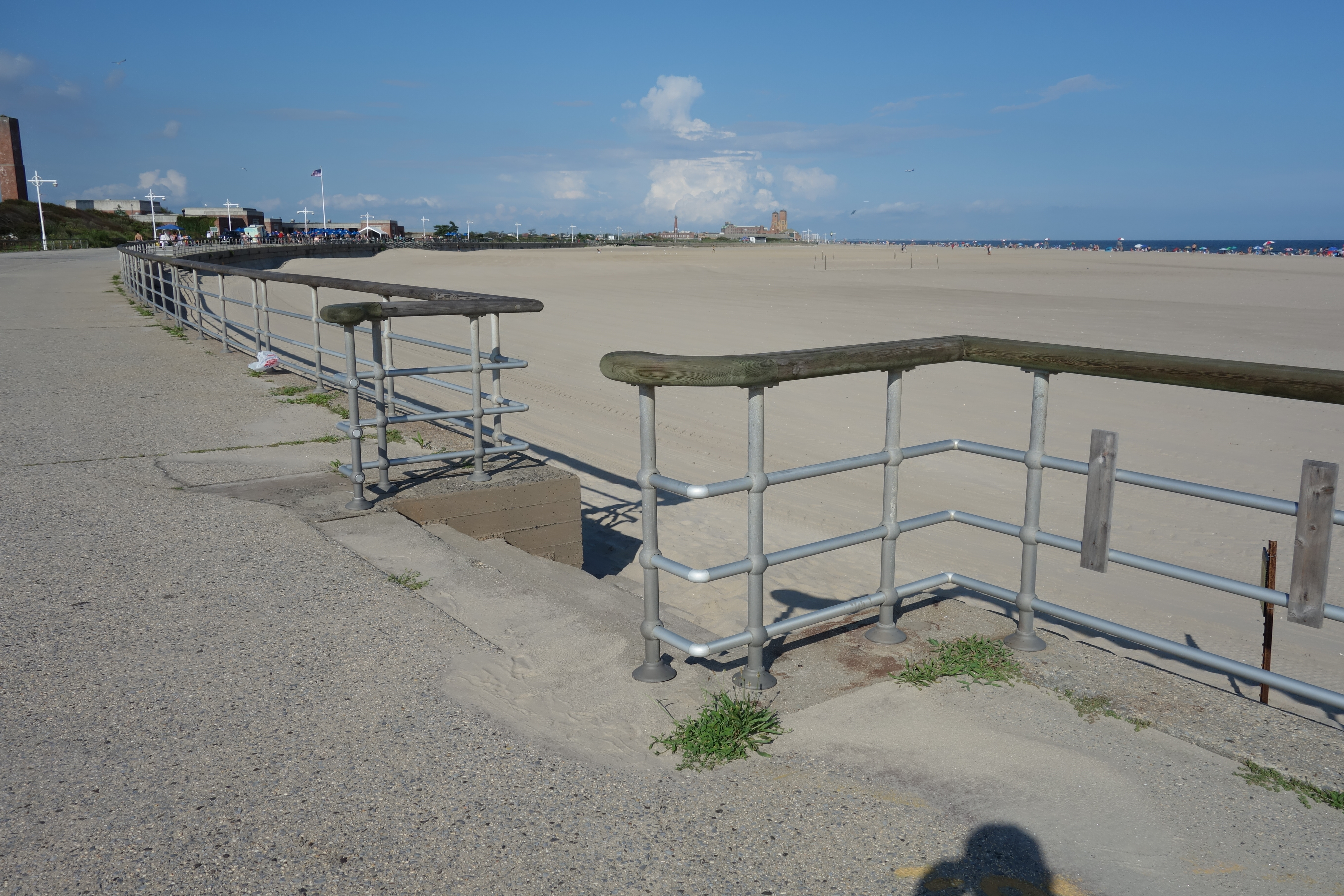
Treppe, die von der Strandpromenade hinunter zum Hauptstrand des Jacob Riis Park führt, östlich der Beach 169th Street.

Der Name Neponsit stammt aus einer indianischen Sprache und bedeutet „Ort zwischen den Wassern“, bezogen auf den Atlantik und die Jamaica Bay. Die Entwicklung begann 1910 mit dem Kauf des Geländes durch die Neponsit Realty Company, die eine exklusive Wohnsiedlung plante. Es wurden ausschließlich hochwertige, wetterfeste Einfamilienhäuser gebaut. In den 1920er Jahren etablierte sich Neponsit als gehobenes Wohnviertel.
Ein historisches Ereignis war der Start der ersten transatlantischen Flugexpedition der US Navy am 8. Mai 1919 von Neponsit nach Neufundland, Kanada, den Azoren und Lissabon in Portugal.
Beispiele von typischen Wohngebäuden in Neponsit.

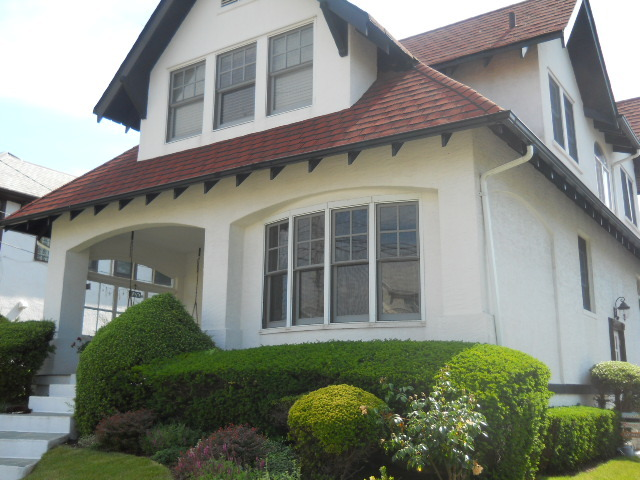
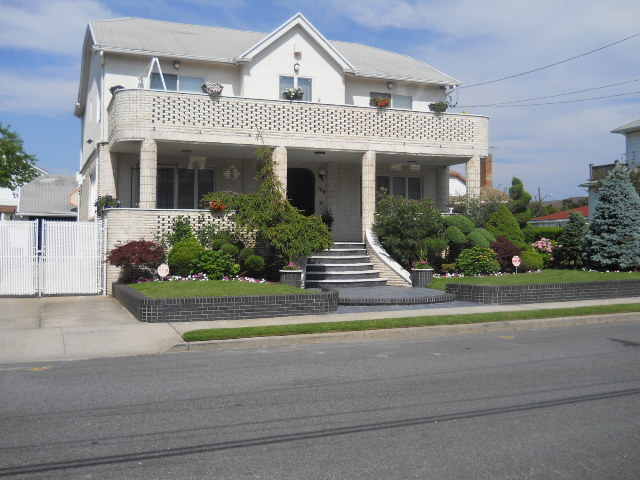
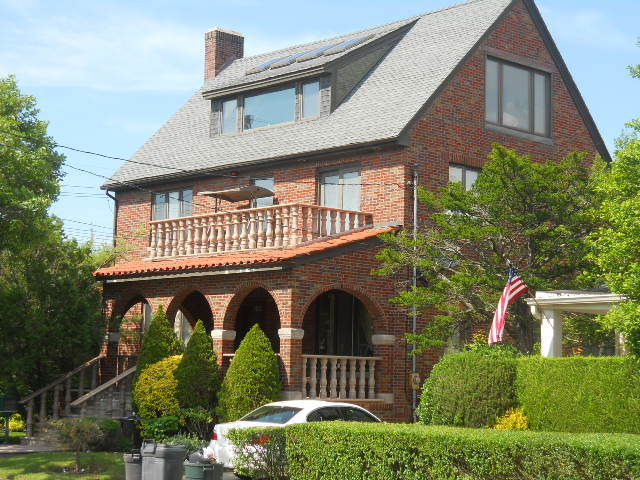

## Demografie
Laut Volkszählung von 2020 hatte Neponsit innerhalb der genannten Grenzen 1390 Einwohner bei einer Einwohnerdichte von 2673 Einwohnern pro km² beziehungsweise knapp 27 Einwohner pro Hektar. 2020 lebten hier 1254 (90,2 %) Weiße, 63 (4,5 %) Hispanics, 9 (0,6 %) Afroamerikaner, 27 (1,9 %) Asiaten, 14 (1,0 %) aus anderen Ethnien und 23 (1,7 %) aus zwei oder mehr Ethnien. Das Durchschnittsalter liegt bei 47,3 Jahren, der Frauenanteil beträgt 50,6 %. Der Median des Haushaltseinkommens liegt bei rund 160.000 US-Dollar, wobei 58 % der Haushalte mehr als 150.000 US-Dollar verdienen.

## Verkehr
Neponsit hat keinen Anschluss an die New York City Subway. Die nächstgelegene Station ist die etwa zwei Kilometer entfernte, in Rockaway Park befindliche Rockaway Park Station Beach 116th Street. Dort verkehren die Linien  und .
Den öffentlichen Nahverkehr in Neponsit sichert die MTA Regional Bus Operations der Metropolitan Transportation Authority (MTA) mit den Buslinien Q22, Q35 und QM16 ab.
Die NYC Ferry bietet mit den RWS-Shuttles von einer Haltestelle in der Beach 149th Street eine Busverbindung zu ihrem Fährterminal Rockway an der Jamaica Bay auf Höhe der Beach 108th Street in Rockaway Park. Von dort verkehren die Fähren nach Lower Manhattan.